# Cale (Arkansas)
Cale é uma cidade  localizada no estado americano de Arkansas, no Condado de Nevada.

## Demografia
Segundo o censo americano de 2000, a sua população era de 75 habitantes. 
Em 2006, foi estimada uma população de 58, um decréscimo de 17 (-22.7%).

## Geografia
De acordo com o United States Census Bureau, a localidade tem uma área de 2,7 km², dos quais 2,5 km² cobertos por terra e 0,2 km² cobertos por água.

## Localidades na vizinhança
O diagrama seguinte representa as localidades num raio de 24 km ao redor de Cale. 